# دل‌های وحشی (ترانه)
«دل‌های وحشی» (به انگلیسی: Feral Hearts) ترانه‌ای از خواننده-ترانه‌پرداز استونیایی کرلی می‌باشد که در سومین آلبوم چندآهنگهٔ وی تحت عنوان عمیق‌ترین ریشه‌ها (۲۰۱۶) قرار دارد. وی این ترانه را در ۱۹ فوریهٔ سال ۲۰۱۶ به‌طور مستقل منتشر کرده و در ۱۰ فوریه نیز این ترانه را در صفحهٔ رسمی ساندکلود خود منتشر کرد. «دل‌های وحشی» درمورد «برگشتن به ریش‌های خود» و پیدا نمودن غرایزتان می‌باشد. یک ئی‌پی با سه ریمیکس از این اثر در ۸ آوریل در آی‌تیونز در دسترس قرار گرفت.

## موزیک ویدئو
موزیک ویدئوی «دل‌های وحشی» در ۲۵ فوریهٔ سال ۲۰۱۶ منتشر شد. کرلی برای موزیک ویدئو چهار شخصیت طراحی کرد و به ایفای نقش آن‌ها پرداخت: یک پروانه، پری‌دریایی، عنکبوت و یک گوزن سفید.